# Indre Mission
Kirkelig Forening for den Indre Mission i Danmark (Indre Mission eller IM) er en folkekirkelig bevægelse, som blev stiftet den 13. september 1861.
Indre Mission ønsker at gøre kirkens tro levende for mennesker og at styrke kirkens arbejde ved at samle mennesker i fællesskaber, der styrker troen indadtil og arbejder udadtil for at udbrede kirkens budskab.
Bevægelsen er evangelisk-luthersk og bygger på Folkekirkens grundlag - Bibelen og Folkekirkens Bekendelsesskrifter. Indre Mission lægger stor vægt på Bibelen som Guds ord og på den personlige tro på Jesus Kristus som Frelser. Foreningen repræsenterer nogle af de mest konservative synspunkter i Folkekirken - f.eks. støtter den ikke kvindelige præster og ægteskab for homoseksuelle.
Indre Mission er en landsdækkende bevægelse, der er organiseret i ca. 400 lokale samfund. De fleste samfund er knyttet til et missionshus.
I årene efter år 2020 har bevægelsen oplevet store udfordringer med at få nye medlemmer og fastholde medlemstallet og har oplevet stor tilbagegang.

## Foreningens historie
Indre Missions historiske baggrund er den gudelige forsamlingsbevægelse - en åndelig vækkelse i første halvdel af 1800-tallet. Ud af denne bevægelse voksede også den grundtvigske bevægelse og nogle frikirker. Indre Mission arbejdede ligesom frikirkerne udelukkende for kristelig vækkelse, men i modsætning til frikirkerne gjorde Indre Mission det inden for folkekirken. Den grundtvigske del af vækkelsen arbejdede også inden for folkekirken, men den bevægede sig i retning af det folkelige.
En række lokale foreninger for Indre Mission voksede frem fra 1850'erne, men flere af dem døde hen igen. I landsbyen Ordrup på Sjælland stiftedes "Foreningen for den indre Mission" den 17. september 1853. Den skiftede 13. september 1861 navn til "Kirkelig Forening for den Indre Mission i Danmark". Under det navn voksede bevægelsen sig stor i sidste del af 1800-tallet, næsten landsdækkende, under ledelse af sognepræst Vilhelm Beck. Han var en landskendt prædikant og formåede at være den samlende skikkelse fra foreningens stiftelse til sin død i 1901.
Siden 1854 har foreningen udgivet tidsskriftet Indre Missions Tidende, som blandt andre Vilhelm Beck har været redaktør for. Indre Missions Tidende er Danmarks ældste ugeblad og udkommer i dag under navnet Impuls hver anden søndag.
Selv om Indre Mission primært har arbejdet med forkyndelse, er der vokset en række andre arbejdsgrene ud af bevægelsen, blandt andet sociale institutioner som sømandshjem, soldaterhjem, Kirkens Korshær og en række børnehjem. Ikke mindst Københavns Indre Mission (en selvstændig forening 1865-1961) har været aktiv på det sociale område. Indre Mission har stået bag en række højskoler, hvoraf der er én tilbage (Børkop Højskole), og støtter i dag mange efterskoler.
Grundige kirkehistoriske studier om Indre Missions store historiske betydning er udgivet siden 1980’erne. Blandt andet kan nævnes Kurt Larsens teologiske doktordisputats Christian Bartholdy: Vækkelseskristendom og dansk kirkeliv. 

## Indre Mission og grundtvigianismen
Omtrent samtidig med, at Indre Mission etablerede sig som en kirkelig retning, etablerede der sig en anden kirkelig retning: grundtvigianismen, som byggede på N.F.S. Grundtvigs tanker. 1860'erne blev et gennembrudsårti for både Indre Mission og grundtvigianismen. I begyndelsen forsøgte Vilhelm Beck formidle mellem Indre Mission og grundtvigianismen. Men grundtvigianismen udviklede sig i en stadig mere folkelig retning. Linjerne blev stadig skarpere trukket op, og i 1869 kom det til et endeligt brud mellem de to retninger.
I de følgende generationer var dansk kirkeliv i høj grad præget af modsætningen mellem Indre Mission og grundtvigianismen. I modsætning til grundtvigianismen, der lagde vægt på folkelighed og kulturåbenhed, lagde Indre Mission vægt på forkyndelsen af dommen: Der kommer den dag, da hvert menneske skal stilles for Kristi domstol og få sin dom (2. Korintherbrev, 5,10). Der sker en adskillelse af mennesker. Guds børn bliver adskilt fra verdens børn. Alt dette blev udvandet hos grundtvigianerne.
I den indremissionske forkyndelse blev det dog samtidig understreget, at Kristus ikke er kommet til verden for at dømme verden, men for at frelse verden. Han ønsker, at hvert eneste menneske bliver frelst. Men det kræver, at mennesket omvender sig og tror på ham. Derfor skal man som kristen sætte alt ind på at få hvert vantro menneske frelst. Man skal bekymre sig om sin vantro næstes evige salighed. Af kærlighed til næsten skal man missionere.
Modsætningen mellem Indre Mission og grundtvigianismen er også skildret i litteraturen. Modsætningen er trukket skarpt op i forfatteren Kaj Munks to skuespil Ordet (1932) og Kærlighed (1926). Det er tydeligt, at Munk har sin sympati hos grundtvigianerne, men hans skuespil er også præget af en forståelse af den indremissionske tankegang.
Hos forfatteren Hans Kirk optræder forholdet mellem Indre Mission og grundtvigianismen i romanen Fiskerne (1928), men her er synsvinklen anderledes. De to kirkelige retninger betragtes udefra, og de betragtes begge som en illusion. Ud fra en marxistisk analyse af religion som et produkt af samfundsforholdene skildres Indre Mission som et produkt af de fattige og farefulde forhold, som fiskerne lever under. Tilsvarende skildres grundtvigianismen som et produkt af de bedre økonomiske forhold, som gårdmændene lever under. De indremissionske fiskere skildres overvejende negativt, men dog med en vis indføling. Grundtvigianerne skildres mere positivt. Men begge religiøse ideologier betragtes som et produkt af de samfundsforhold, de er opstået under.
Modsætningsforholdet mellem Indre Mission og grundtvigianismen er mindre tydeligt i dag, hvor grundtvigianismens retningspræg er blevet mindre udtalt.

## Organisation
Indre Mission ledes af en selvsupplerende hovedbestyrelse, som består af mindst ni medlemmer. Mindst halvdelen, herunder formanden, skal være præster i folkekirken.
Indre Mission har ingen medlemmer. Lokale samfund, valgmenigheder og frimenigheder kan tilslutte sig bevægelsen, hvis de deler Indre Missions grundlag og målsætning.
De lokale IM-samfund ledes af samfundsbestyrelser, som vælges demokratisk på en indkaldt generalforsamling, hvor bidragydere er stemmeberettigede.
Det anslås, at ca. 30.000 bakker op om aktiviteter i Indre Mission.
Indre Mission får som frivilligt kirkeligt arbejde ikke offentlig støtte. Alle indtægter kommer fra Indre Missions venner som gaver eller arv eller fra overskud fra Indre Missions egne virksomheder.
Foreningen har siden 1979 haft sit eget ungdomsarbejde, Indre Missions Ungdom (IMU). Den har et nært samarbejde med Danmarks Folkekirkelige Søndagsskoler, som organiserer klubarbejde og søndagsskolearbejde for børn og juniorer i kirker og missionshuse.

## Indre Mission i dag
Indre Mission arbejder primært i Danmark. Det er grunden til, at man taler om indre mission i modsætning til ydre mission. Arbejdet udgår i høj grad fra lokale missionshuse, hvor venner af Indre Mission mødes regelmæssigt. Møderne består oftest af prædiken, sang, bøn, samtale og socialt fællesskab.
I mange missionshuse er der særlige aktiviteter for børn, unge og ældre. Dette lokale arbejde bæres fortrinsvis af flere tusinde frivillige. Til støtte for dem har Indre Mission ansat ca. 110 missionærer, ungdomskonsulenter, tværkulturelle medarbejdere mm., der er placeret rundt om i landet.
Ud over de lokale aktiviteter står Indre Mission hvert år bag bibelcamping, en IM-festival, stævner for unge, lederkonferencer og et årsmøde, der samler ca. 2000 deltagere.
Indre Mission driver også et omfattende tværkulturelt arbejde, hvor flygtninge og asylansøgere bl.a. tilbydes gratis sprogundervisning i Internationalt Kristent Center (IKC) i København og Aarhus.
Indre Mission fastholder i dag sit ståsted i Folkekirken, men er kritisk over for den nyere udvikling i kirken, blandt andet i spørgsmålet om velsignelse og vielse af homoseksuelle. Siden 2011 har bevægelsen givet mulighed for, at lokale IM-samfund, der ved at danne frimenighed går ud af folkekirken, stadig kan være en del af Indre Missions arbejde.
I en undersøgelse, som Voxmeter foretog for Indre Mission i 2025, svarede 61 procent af befolkningen, at de forholder sig negativt over for Indre Mission, mens blot 10 procent er positive. Samtidig kobler respondenterne ord som "fundamentalistisk", "gammeldags" og "ekstremistisk" på organisationen. 

## Virksomheder
Indre Mission driver et antal virksomheder, som har det dobbelte formål at virke for bevægelsens formål og tjene penge til arbejdet. Blandt virksomhederne kan nævnes missionshotellet Hebron i København, campingpladsen Mørkholt Strand Camping mellem Vejle og Fredericia, Forlagsgruppen Lohse, rejsebureauet Felix Rejser og en lang række genbrugsbutikker: IM-genbrug.
- Hotel Hebron på Helgolandsgade i København.
- Indre Missions hedengangne Aarhus Kvindeseminarium (en) på Trøjborgvej i Århus.
- Det fredede missionshus Bethania (en) i Esbjerg.
- IM Genbrug i Søndervig.
- Missionshuset Bethesda i København
- Børkop Højskole i Børkop

## Indre Missions Formænd
Formanden i Indre Mission skal være præst i den danske folkekirke.
- C.F. Rønne 1861-1881
- Vilhelm Beck 1881-1901
- Frederik Zeuthen 1901-1915
- Carl Moe 1915-1927
- Vilhelm Kristian Kold 1927-1932
- Peter Johannes Munch 1932-1935
- Christian Bartholdy 1934–1959
- Lauritz Peter Jensen 1959-1960
- Kristian Friis 1961-1979
- John Ørum Jørgensen 1979-1985
- Verner Andersen 1985-1987
- Karl Lindhardt Jensen 1987-1998
- Christian Poulsen (sognepræst) 1998-2006
- Anders Dalgaard 2006-2011
- Hans-Ole Bækgaard 2011- (fra februar 2019 den første formand, der aflønnes i en fuldtidsstilling)[10]